# 弗丽达·努丁
弗丽达·努丁（瑞典語：Frida Nordin，1982年5月23日—），瑞典女子足球运动员。她曾代表瑞典参加2003年国际足联女子世界杯。她也曾入选2004年夏季奥林匹克运动会瑞典女子足球队名单，但并未上场参赛。